# Watch (Billie Eilish)
Watch è un singolo della cantante statunitense Billie Eilish, pubblicato il 30 giugno 2017 come terzo estratto dal primo EP Don't Smile at Me.

## Tracce
Testi e musiche di Finneas Baird O'Connell.
1. Watch – 2:57

## Formazione
- Billie Eilish – voce
- Finneas Baird O'Connell – produzione, ingegneria del suono
- John Greenham – mastering
- Rob Kinelski – missaggio

## &Burn
Il 15 dicembre 2017 è stata pubblicata una versione alternativa di Watch, intitolata &Burn (reso graficamente &burn) e inclusa nella prima riedizione del primo EP Don't Smile at Me.

### Descrizione
Il brano, oltre ad una base strumentale riarrangiata, vede la partecipazione del rapper statunitense Vince Staples.

### Tracce
Testi e musiche di Finneas Baird O'Connell.
1. &Burn – 2:59

### Formazione
- Billie Eilish – voce
- Vince Staples – voce
- Finneas Baird O'Connell – produzione, ingegneria del suono
- John Greenham – mastering
- Rob Kinelski – missaggio